# Myodésopsie
 (janvier 2013).
Si vous disposez d'ouvrages ou d'articles de référence ou si vous connaissez des sites web de qualité traitant du thème abordé ici, merci de compléter l'article en donnant les références utiles à sa vérifiabilité et en les liant à la section « Notes et références ».

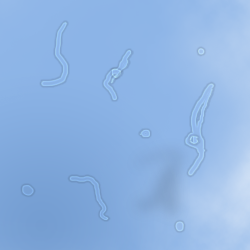
Impression de myodésopsies, comme si elles étaient vues sur un fond de ciel bleu.

Les myodésopsies (ou myiodésopsies), aussi appelées « corps flottants du vitré » ou, plus anciennement, « mouches volantes », sont des opacités de tailles, de formes et de consistances diverses présentes dans l'humeur vitrée de l’œil. Normalement transparent, le corps vitré change d'état avec l'âge et subit des transformations dégénératives, ce qui conduit à la formation de petites fibrilles, qui s'agglomèrent les unes aux autres et qui flottent dans le vitré en se déplaçant selon l'action conjuguée des mouvements oculaires, de la gravité et de l'inertie de celui-ci. Les myodésopsies sont visibles à cause de l'ombre qu'elles projettent sur la rétine, ayant un indice de réfraction différent de celui du corps vitré. Plus ou moins translucides, elles peuvent prendre l'apparence de taches, de filaments, d'anneaux ou de points.
Ces opacités étant bel et bien présentes dans l’œil, il ne s'agit pas d'illusions d'optique mais de phénomènes entoptiques.

## Généralités
Les myodésopsies sont fréquentes (particulièrement chez les myopes) et ne sont pas, en général, cause de consultation médicale. Elles sont le plus souvent peu nombreuses. Leur nombre augmente généralement avec l'âge. Cependant, leur survenue brutale ou l'accroissement de leur nombre peut nécessiter l'avis d'un spécialiste (ophtalmologiste).
À ce jour, la médecine ne considère pas ce trouble oculaire comme une vraie pathologie, mais comme un symptôme bénin et sans gravité. De fait, il n’y a pas, actuellement, d’études médicales ayant pour objet la découverte de thérapies efficaces et non invasives.

## Origine

Schéma d'un œil humain.

Les myodésopsies trouvent leur origine dans la non-homogénéité du corps vitré de l'œil. Lorsque la lumière traverse le corps vitré, elle rencontre, chez certaines personnes, des résidus organiques (le plus souvent d'aspect filandreux) qui vont projeter leur ombre sur la rétine. Ces particules flottent dans la substance gélatineuse qui constitue le corps vitré. Les mouvements de l'œil entraînent leur mouvement, en décalage ou de manière synchrone, ce qui a pour conséquence l'apparente incapacité à focaliser le regard sur elles.
Une des causes les plus fréquentes de myodésopsies (parfois associées à des phosphènes) est le décollement postérieur du vitré (DPV). Il survient en moyenne vers l'âge de 60 ans et est favorisé par la myopie et les traumatismes. En effet, le vitré est physiologiquement accolé à la rétine en arrière, et peut, en se décollant, se condenser et créer des opacités qui engendreront des myodésopsies. Les mouvements de traction sur la rétine peuvent créer des phosphènes, qui sont transitoires et régressent une fois le DPV complété. L'hydratation abondante dans les suites du décollement du vitré, fréquemment conseillée, n'est basée sur aucune preuve scientifique. Les risques sont la création d'une déchirure de rétine (que l'on[Qui ?] peut traiter simplement par laser Argon), voire le décollement de rétine (qui nécessite une prise en charge chirurgicale).

## Physiopathologie
Le corps vitré se liquéfie et devient hétérogène avec l'âge. Il s'ensuit l'apparition progressive des corps flottants, dits corps flottants chroniques. Le vitré liquéfié se détache ensuite brutalement de la rétine, entrainant de potentielles tractions et déchirures de rétine : il s'agit du décollement du vitré ou corps flottants brutaux.

## Conduite à tenir devant des corps flottants
En cas d'apparition de corps flottants, il convient de réaliser un examen du fond d'œil avec dilatation pupillaire afin d'examiner la rétine et identifier une éventuelle déhiscence (déchirure de rétine). En cas de déchirure de rétine, le risque de décollement de rétine est de 30 %.

## Traitement éventuel
Il n'existe aucun traitement non invasif pour faire disparaître les myodésopsies.
Pour les cas extrêmes, une intervention chirurgicale peut être cependant proposée : la vitrectomie. Efficace, mais risquée et invasive, elle entraîne souvent une cataracte à court ou moyen terme entre autres complications : déchirure ou décollement de la rétine, hémorragie, infection…
Pour certains types de myodésopsies, un traitement au laser YAG peut être envisagé si le patient répond à des critères d'éligibilité bien précis : nature, taille et position des myodésopsies. Son but est avant tout de diminuer la gêne du patient plutôt que de le débarrasser de cette pathologie. Ce traitement n'est pas sans risques et peut présenter un danger pour la rétine et le cristallin. Très peu d'ophtalmologistes le pratiquent.
Divers compléments alimentaires existent sur le marché mais aucun n'a prouvé son efficacité et ils auraient surtout un effet placebo.
Le principal traitement des corps flottants est en fait le traitement des complications. En cas de déchirure de rétine, une rétinopexie au laser argon permet de diminuer le risque d'évolution vers un décollement de rétine. En cas de décollement de la rétine, une intervention chirurgicale est nécessaire par vitrectomie ou cryoindentation.

## Galerie: autres représentations de corps flottants

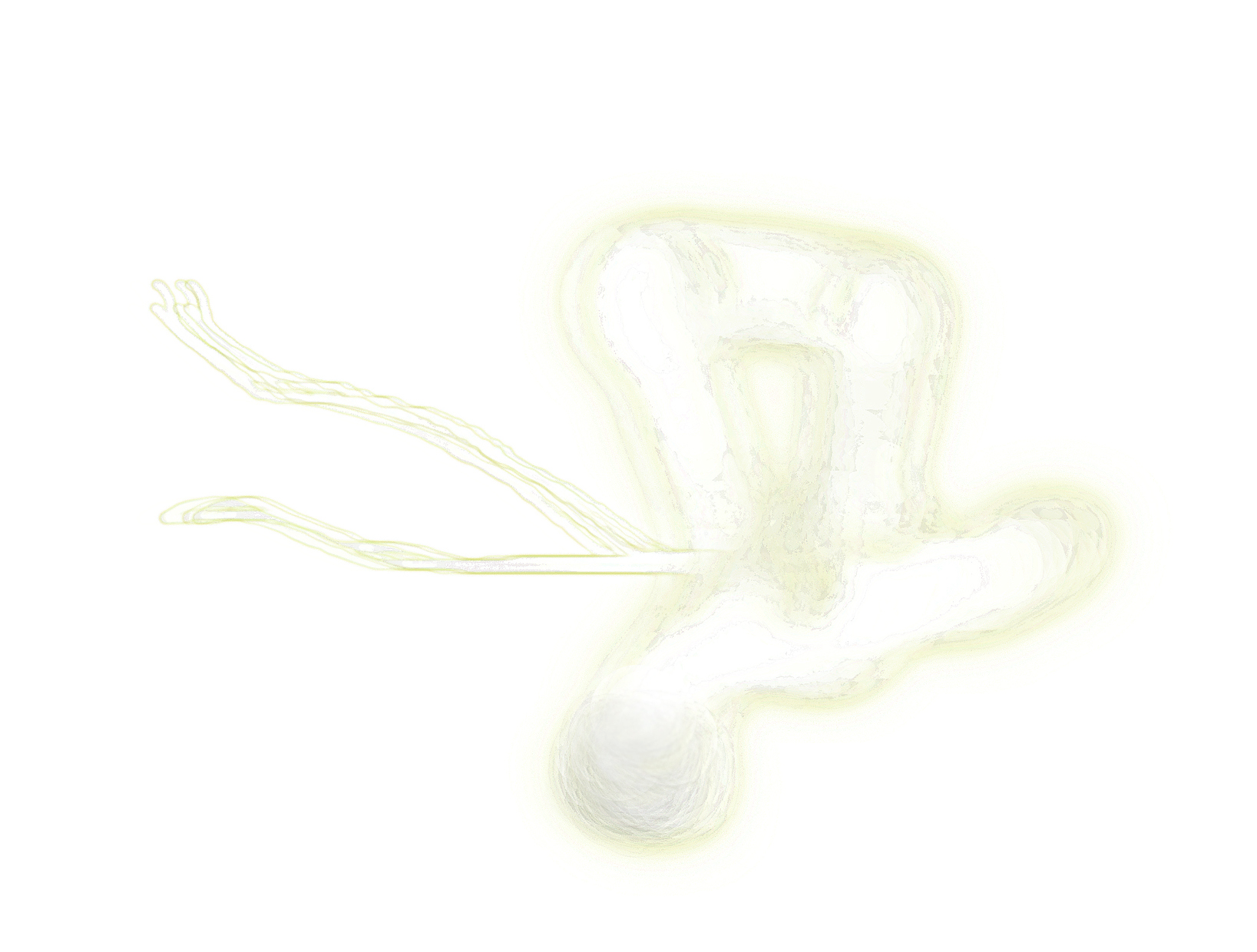
Corps-flottant.